# 2566 Киргизія
2566 Кирги́зія (2566 Kirghizia) — астероїд головного поясу, відкритий 29 березня 1979 року.
Тіссеранів параметр щодо Юпітера — 3,487.